# Jumpin' the Gunne
Jumpin' the Gunne es el tercer álbum de estudio de la banda estadounidense de hard rock Jo Jo Gunne, publicado en diciembre de 1973 a través de Asylum Records.

## Grabación y producción
Producido por Bill Szymczyk, Jumpin' the Gunne se grabó en los estudios Record Plant, en Los Ángeles, California. Szymczyk y Allan Blazek se desempeñaron como ingenieros de audio, siendo asistidos por Tom Anderson. La masterización del álbum se llevó a cabo en los estudios Sterling Sound, en la ciudad de Nueva York, por Lee Hulko.

## Recepción de la crítica
Un escritor no especificado de la revista Cash Box declaró: “La ilustración puede sorprenderte, pero la música llena de energía que brilla a lo largo del excelente nuevo LP del grupo no te sorprenderá. Destacado por «I Wanna Love You», «To the Island» y «High School Drool», el álbum, mezclado en Caribou Ranch en Colorado, presenta un excelente trabajo de guitarra de Mat Andes, la sección rítmica de Jimmie Randall en el bajo y Curly Smith a la batería, así como los notables vuelos de fantasía del teclista Jay Ferguson. «Red Meat», uno de los temas más poderosos de la colección, recuerda mucho la presentación en vivo del grupo, que siempre es excelente”. Un escritor no especificado de la revista Record World declaró: “Dentro de una de las portadas más obscenas de todos los tiempos, JoJo ha incluido un rock and roll tremendamente explosivo y funky. Toda la música está bien interpretada y estrictamente controlada—lo que sólo aumenta la potencia del sonido”. Un escritor no especificado de la revista Billboard calificó el diseño de portada del álbum como un “claro ejemplo de mal gusto”.

### Revisiones retrospectivas
En una reseña en retrospectiva para AllMusic, Joe Viglione comentó: “«At the Spa» y «Monkey Music» tienen sus momentos, pero en esos ritmos no hay nada de la intensidad de su primer éxito «Run Run Run» o la melodía insignia posterior de Ferguson, «Thunder Island», que se produjo en medio de la serie de éxitos de Firefall. «To the Island» no es «Thunder Island» de ninguna manera, mientras que «Getaway» suena un poco como una versión descartada de Doobie Brothers. Jo Jo Gunne fue una pareja decente en el concierto de apertura para los Doobies después de su LP debut Run Run Run. Los sonidos de «Could't Love You Better» resumen bastante bien este disco — un álbum de rock anodino con una portada de LP que es la visión más políticamente incorrecta que puedas imaginar. [...] Este habría sido un momento perfecto para que el grupo hiciera un álbum con canciones de otras personas. Hay energía, pero sin un gancho y una melodía se disipa en el aire. Lo que plantea la pregunta: ¿Qué es peor — un álbum como Portsmouth Sinfonia Plays the Classics, que es simplemente horrible, o un álbum de fuerte musicalidad que no se puede escuchar?”. Robert Christgau, escribiendo para Creem, declaró: “Las voces son más jugosas, las pistas más dinámicas y «At the Spa», el tributo de Jay Ferguson a Bryan Ferry, es la primera canción de escape del hard rock prefascista. Entonces, ¿Por qué no me gusta un poquito más? Simplemente falta algo y creo que puede ser Randy California”. Christgau se mostró menos entusiasta en Christgau's Record Guide: Rock Albums of the Seventies, escribiendo: “Durante tres álbumes consecutivos, esta banda de segunda generación, que lleva el nombre de una canción de Chuck Berry del teclista de Spirit e incondicional del hard rock Jay Ferguson, se ha mantenido lo suficientemente fuerte como para atraer mi atención, pero a pesar de su facilidad estructural de alta velocidad y riffs cruzados, no han jugado lo suficientemente inteligente como para sostenerlo. «At the Spa», una desagradable metáfora sobre los límites del entretenimiento, casi cambió eso. Pero al final encuentro su cinismo roquero extrañamente no californiano casi tan agotador como el de los otros tipos”.

## Rendimiento comercial
Sin éxito comercial, Jumpin' the Gunne debutó en la lista Top LPs & Tape de Billboard el 22 de diciembre de 1973 en el número 179. En tres semanas subió 7 lugares hasta el número 172, y alcanzó su punto máximo, en el 169, la semana siguiente. Pasó un total de siete semanas en esa lista, siendo su posición final en el número 173 durante la semana del 2 de febrero de 1974.

## Lista de canciones
Todas las canciones escritas y compuestas por Jay Ferguson.
Lado uno
1. «I Wanna Love You» – 3:49
2. «To the Island» – 3:49
3. «Red Meat» – 3:28
4. «Getaway» – 3:32
5. «Before You Get Your Breakfast» – 4:12

Lado dos
1. «At the Spa» – 2:54
2. «Monkey Music» – 3:25
3. «Couldn't Love You Better» – 3:01
4. «High School Drool» – 3:35
5. «Neon City» – 2:39
6. «Turn the Boy Loose» – 4:29

## Créditos y personal
Créditos adaptados desde las notas de álbum de Jumpin' the Gunne.
Jo Jo Gunne
- Matthew Andes – guitarra, coros
- Jay Ferguson – teclados, tambores metálicos, segunda guitarra, voz principal
- Jimmie Randall – bajo eléctrico, coros
- Curly Smith – batería, percusión, coros, armónica

Personal técnico
- Bill Szymczyk – productor, ingeniero de audio
- Allan Blazek – ingeniero de audio
- Tom Anderson – ingeniero asistente
- Lee Hulko – masterización
- Art Linson – gestión
- Danny Tucker – gestión
- Fred Valentine – fotografía

## Posicionamiento
| Gráfica (1974)                            | Pico de posición |
| ----------------------------------------- | ---------------- |
| Estados Unidos (Billboard Top LPs & Tape) | 169              |